# Pterolophia francoisi
Pterolophia francoisi är en skalbaggsart som beskrevs av Stefan von Breuning 1972. Pterolophia francoisi ingår i släktet Pterolophia och familjen långhorningar. Inga underarter finns listade i Catalogue of Life.